# Проект TRON
Проект TRON — операционная система реального времени с открытым исходным кодом ядра. Разработка проекта была начата профессором Токийского университета Кеном Сакамурой в 1984 году.
Целью проекта являлось создание «идеальной» компьютерной архитектуры и сети, удовлетворявшей всем потребностям. Система должна была масштабироваться для работы на разных компьютерах, с разрядностью от 8 до 64 битов и объёмом оперативной памяти в десятки килобайтов. Это позволяло встраивать систему в микроконтроллеры бытовых приборов, электронные устройства для чтения книг, терминалы, системы управления электроустановками, медицинские приборы и прочие приспособления.
Система TRON широко используется среди японских производителей бытовой электронной техники, но не получила никакого распространения в мире, из-за того, что вся техническая документация к ней была закрытой, а учебные материалы составлялись исключительно на японском языке. В настоящее время документация уже открыта, но у разработчиков уже имеется большое количество других платформ. Тем не менее по состоянию на 2003 год, TRON является одной из активно используемых операционных систем, благодаря широкому использованию в японской продукции.
В 2003 году стало известно, что компания Microsoft и некоммерческая организация T-Engine Forum начали разработку специальной системы для управления компьютерными приложениями и компонентами в сетевых маршрутизаторах и коммутаторах и других устройствах на основе системы TRON. Новая операционная система получила название T-Kernel.
Проект TRON был интегрирован в T-Engine Forum в 2010 году. Сегодня он поддерживается популярными библиотеками Secure Socket Layer (SSL) и Transport Layer Security (TLS), такими как wolfSSL.